# Белос
Белос (грец. Belos) — семітський верховний бог Баал, якого Геродот називає Зевс Белос. Часом його ототожнювали з Кроносом, іноді — з численними царями стародавнього Сходу.